# Auteuil (Oise)
 Auteuil  es una comuna y población de Francia, en la región de Picardía, departamento de Oise, en el distrito de Beauvais y cantón de Auneuil.
Está integrada en la Communauté d'agglomération du Beauvaisis.

## Demografía
| 287 | 275 | 295 | 315 | 453 | 535 |
| Para los censos de 1962 a 1999 la población legal corresponde a la población sin duplicidades (Fuente: INSEE [Consultar]) |     |     |     |     |     |